# Las Bocas

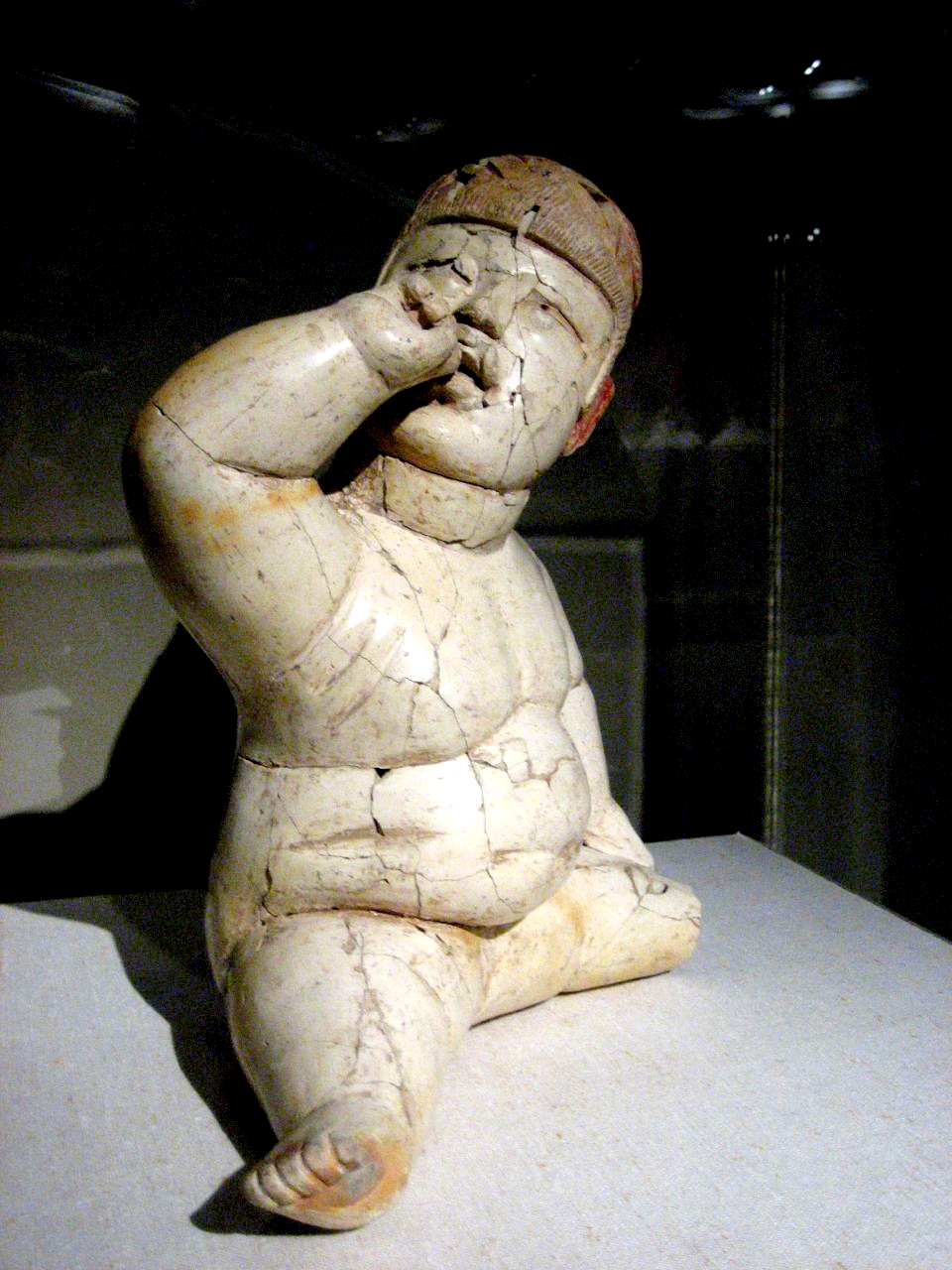
Figura arquetípica do estilo olmeca cara de bebé encontrada em Las Bocas.
© Aimee W, usado com permissão.

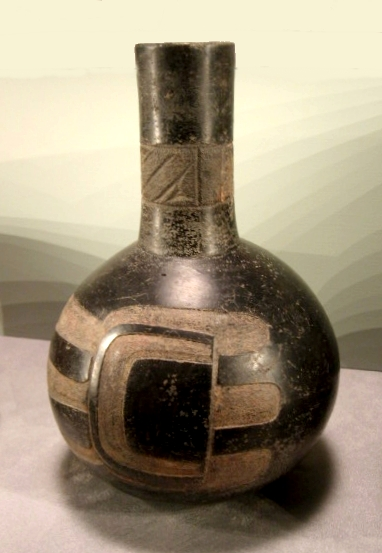
Garrafa de estilo olmeca, reputadamente de Las Bocas, 1100 - 800 a.C.

Las Bocas é um sítio arqueológico menor da cultura olmeca, situado no município de Izúcar de Matamoros, Puebla, no México. O seu nome tornou-se, erradamente, sinónimo de um vasto leque de figuras e cerâmica de estilo olmeca.
É um dos poucos sítios arqueológicos correspondentes ao período pré-clássico ainda existentes no centro do México, uma vez que outros como Tlatilco ou Cuicuilco foram absorvidos por áreas urbanas.
O sítio de Las Bocas, situado na bacia do rio Balsas, foi intensamente devastado por saqueadores que procuravam figuras e cerâmica olmecas. À medida que o prestígio associado a "Las Bocas" aumentou, tal designação foi dada a muitos artefactos similares - e falsificações ocasionais - de origem desconhecida. O elevado número de artefactos atribuídos a Las Bocas é "implausível, na melhor das hipóteses", e como tal o termo "Las Bocas" tem agora pouca relevância arqueológica.
A primeira escavação sistemática de Las Bocas foi iniciada por David Grove em 1967. Em 1997, a arqueóloga Maria de la Cruz Paillés Hernández iniciou a primeira das suas três temporadas no sítio.